# Oreille
Pour les articles homonymes, voir Oreille (homonymie) et Appareil auditif.
Pour les articles ayant des titres homophones, voir Oreye, Aureille, Aureil et Aurèye.
Cet article possède un paronyme, voir Orelle.
L’oreille est l'organe qui sert à capter et intensifier le son. Elle est le siège du sens de l'ouïe. L'oreille interne joue également un rôle important dans l'équilibre du corps immobile ou en mouvement.
Dans le langage courant, ce mot fait le plus souvent référence à la partie extérieure bien visible, c'est-à-dire le pavillon de l'oreille. Mais le mot s'applique aussi au système entier, l’appareil auditif, aussi bien externe qu'interne, qui effectue la collection et la compréhension des sons. Seuls les vertébrés ont des oreilles, toutefois de nombreux invertébrés sont capables de percevoir les sons ou les vibrations en faisant appel à d'autres capteurs sensoriels ou de situation.

## Origine du mot
Le mot de genre féminin oreille est attesté en ancien français vers 1080 dans la Chanson de Roland, il provient directement du latin aurĭcǔla, ae, diminutif féminin qui a remplacé le mot latin classique également féminin auris, auris, signifiant l'oreille. Le mot auricula ne désigne en latin que l'oreille externe, le petit lobe, le petit bout visible de l'oreille, voire la petite oreille, l'oreille délicate en poésie, sans oublier le sens de l'ouïe. Les mots auricule et auriculaire sont des formations savantes à partir du latin médiéval au XIVe siècle et au début du XVIe siècle. Les mots de la famille d'oreille sont assez semblables : oreillard, oreiller, oreillette, oreillon, oreillons…
Le mot grec ancien désignant l'oreille ou l'anse de vase, οὖς, ὠτός / ous, ôtós, se retrouve par sa racine au génitif dans notre langue médicale savante, avec otoscope, otalgie, otite... Le latin auris remonterait à une forme primitive ausis, proche du cas sujet grec, mettant en lumière la racine indo-européenne *au(s), signifiant « entendre, percevoir par les oreilles ». Ainsi on peut rapprocher du mot auricula le verbe latin audio, audire à l'origine du verbe ouïr et du sens de l'ouïe, et le verbe latin auscultare, dont les héritiers en français sont la forme savante ausculter et la forme populaire écouter.

## Organe de l'ouïe en zoologie
La constitution de l'appareil auditif diffère grandement selon les animaux. Il n'est pas véritablement question d'« oreille » chez de nombreuses espèces, même si elles perçoivent des sons ou des vibrations extérieures.
Chez les invertébrés, lorsqu'il est localisé, l'appareil auditif consiste la plupart du temps en une simple cavité résistante, avec quelques concrétions calcaires, reliée à un nerf. Ils n'ont pas véritablement d'oreilles.
Les poissons sont dotés d'un appareil auditif cartilagineux situé dans la cavité crânienne. Il est simplement composé d'un sac que surmontent deux ou trois canaux semi-circulaires. Il n'y a pas d'oreille externe, ni de tympan car, dans l'eau, les sons sont perçus principalement à travers les os du crâne. Les amphibiens et les reptiles ont un tympan apparent, au niveau de la peau, sans oreille externe.
Les oiseaux n'ont pas de pavillon charnu mais ont l'oreille interne et l'oreille moyenne caractéristiques des diapsides. Toutefois les plumes des disques faciaux, présents chez certaines espèces nocturnes, jouent un rôle similaire au pavillon auriculaire.
Animaux n'ayant pas de pavillon :

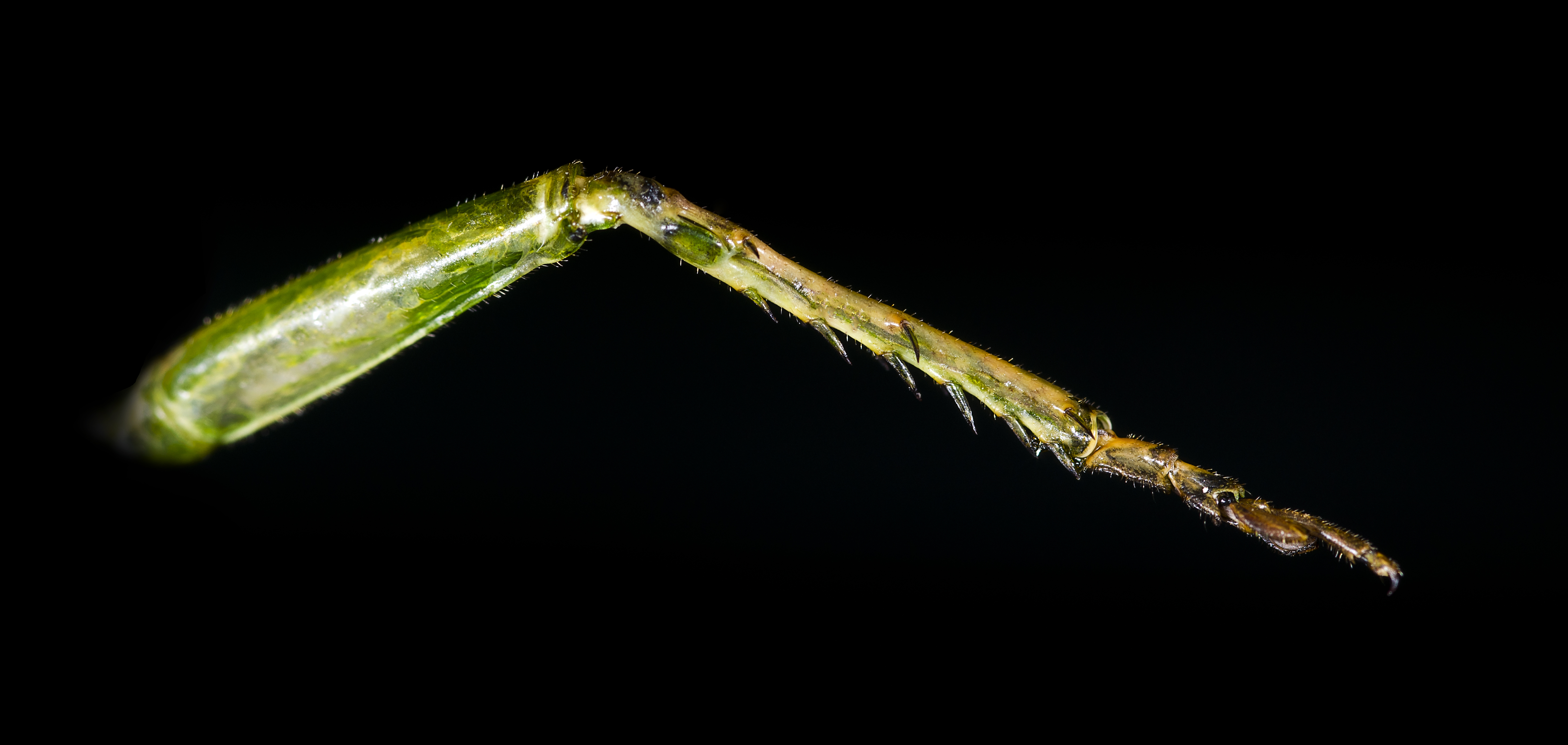
Bulle auditive chez la Grande Sauterelle Verte.
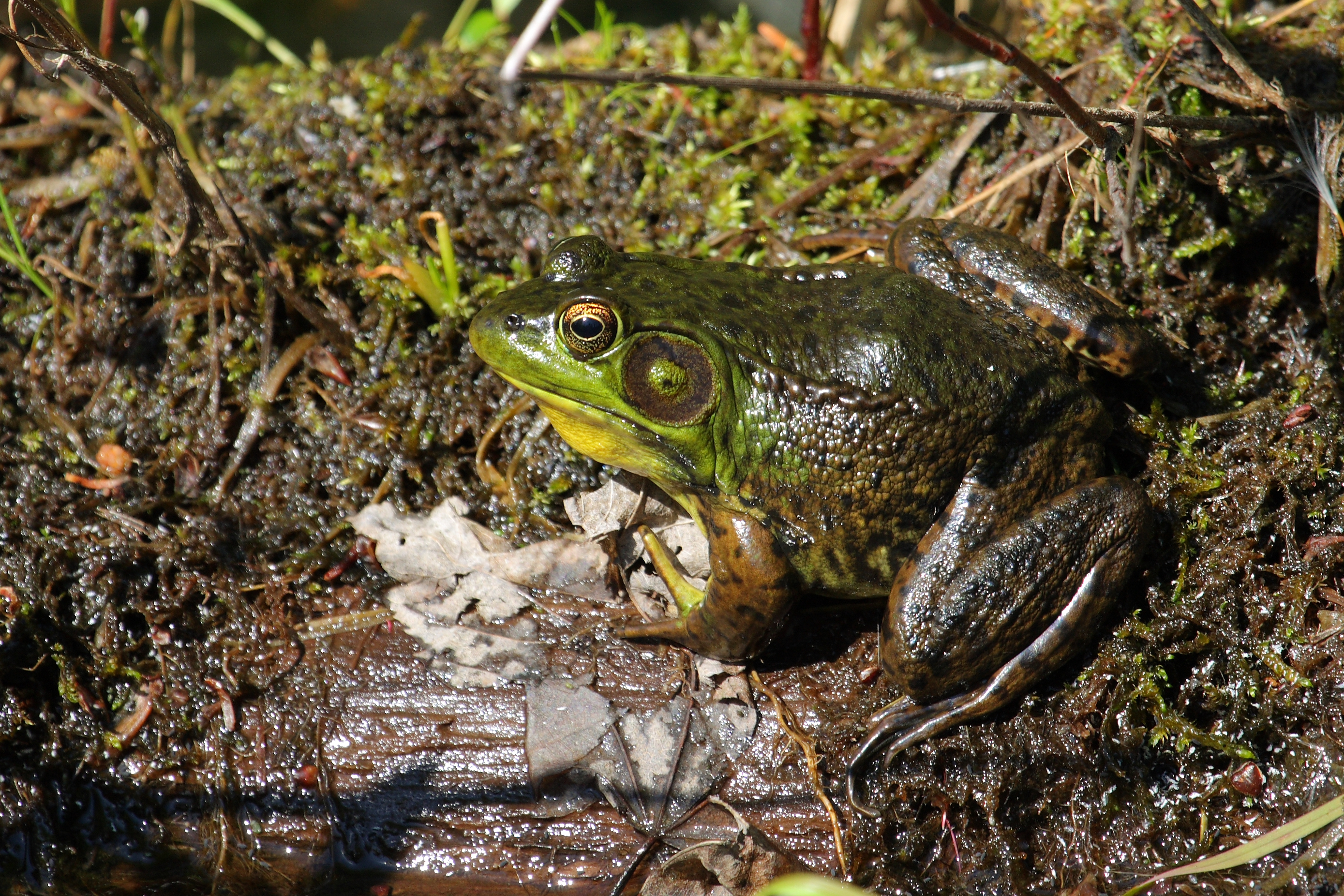
Les amphibiens, par exemple les grenouilles vertes (ici Rana clamitans melanota).
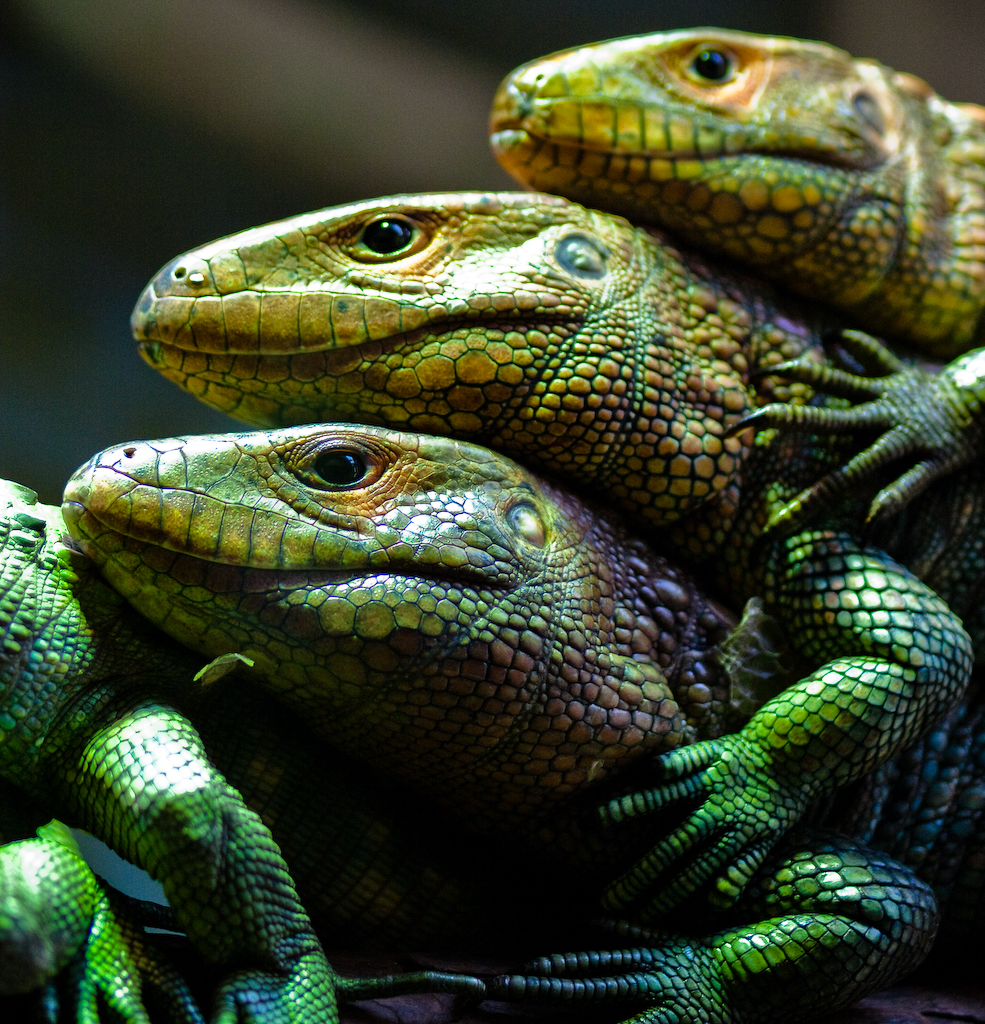
Les reptiles, par exemple les lézards.
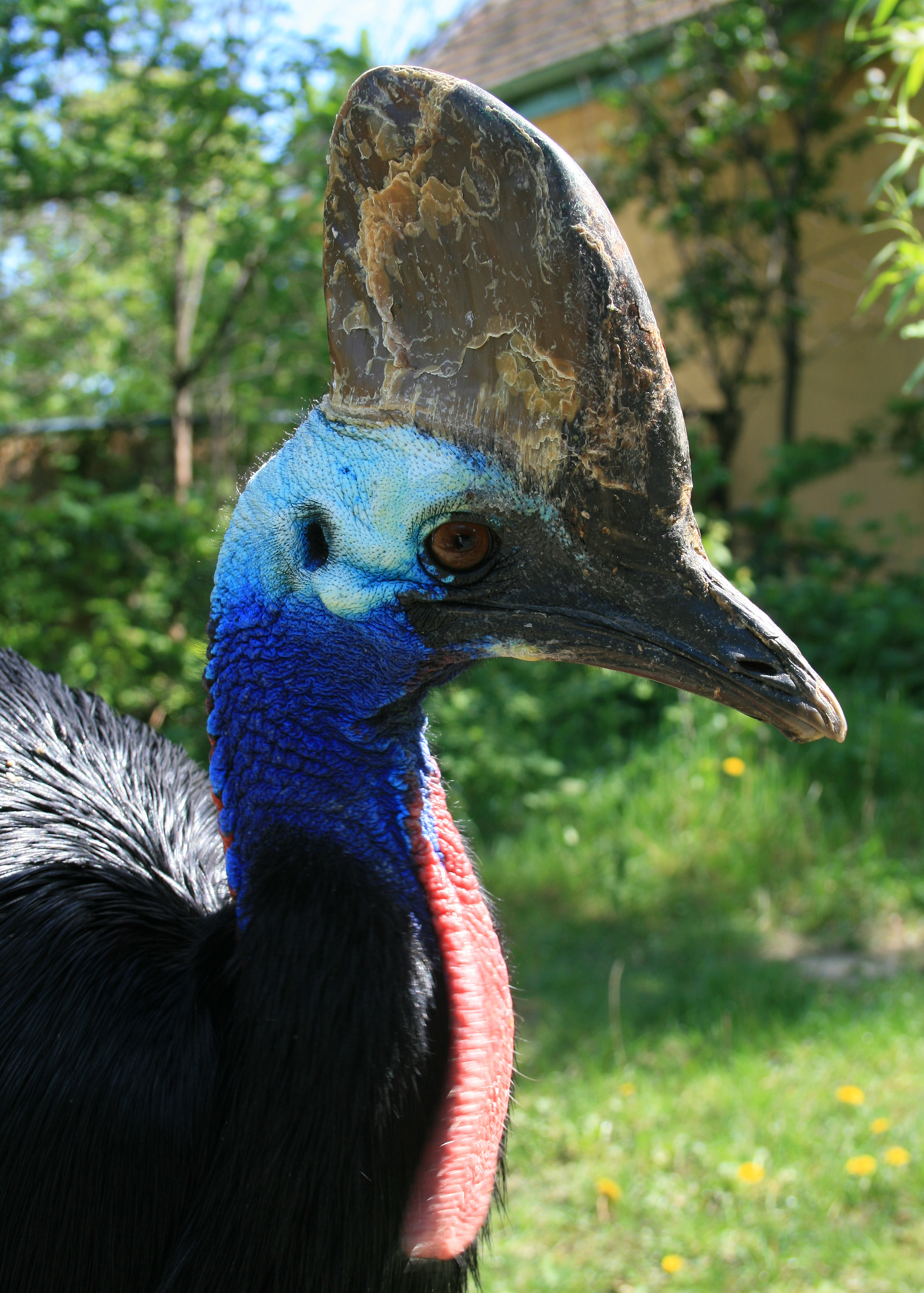
Les oiseaux, par exemple ce Casoar à casque.
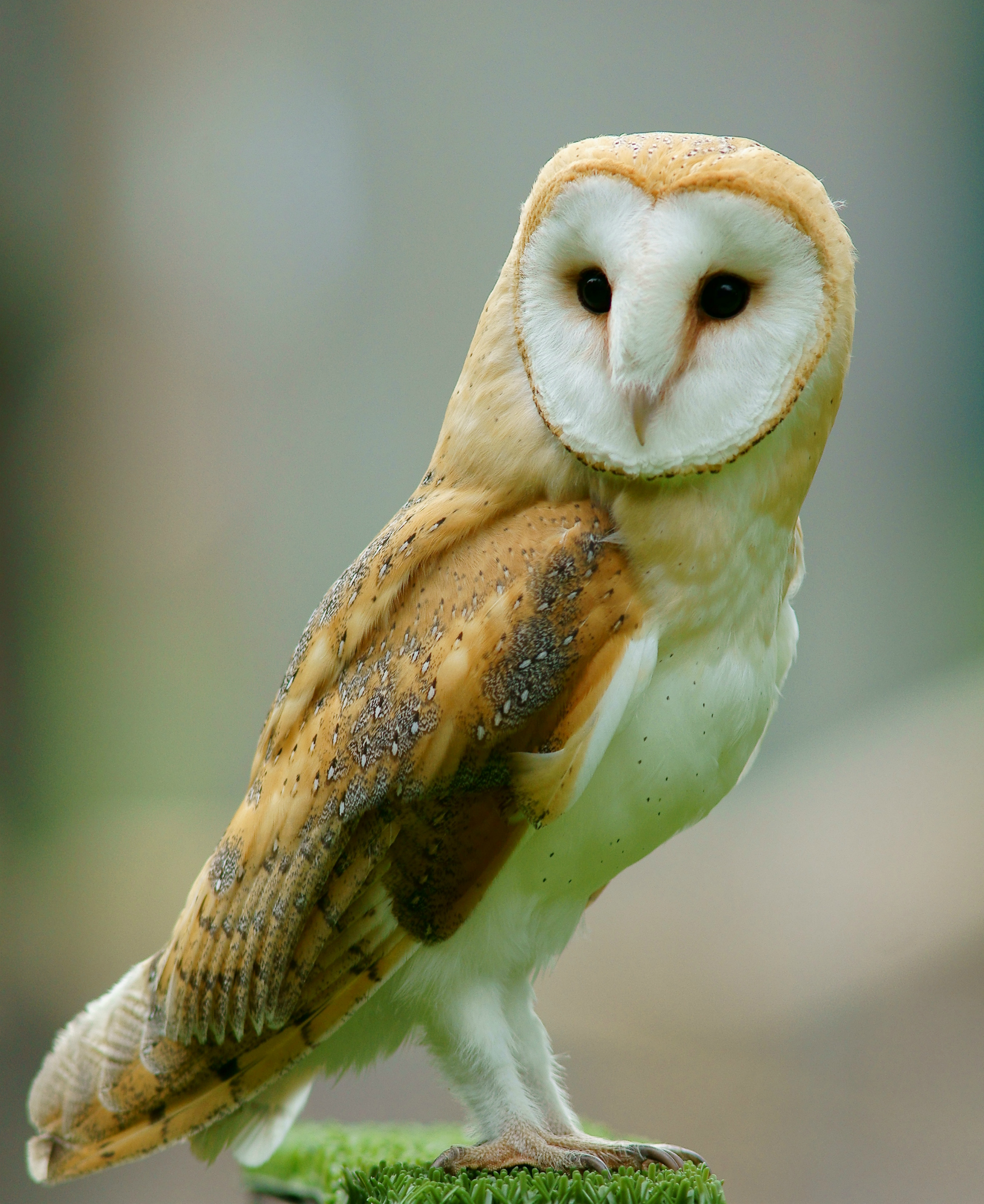
Une espèce nocturne : la chouette effraie.

## Chez les mammifères

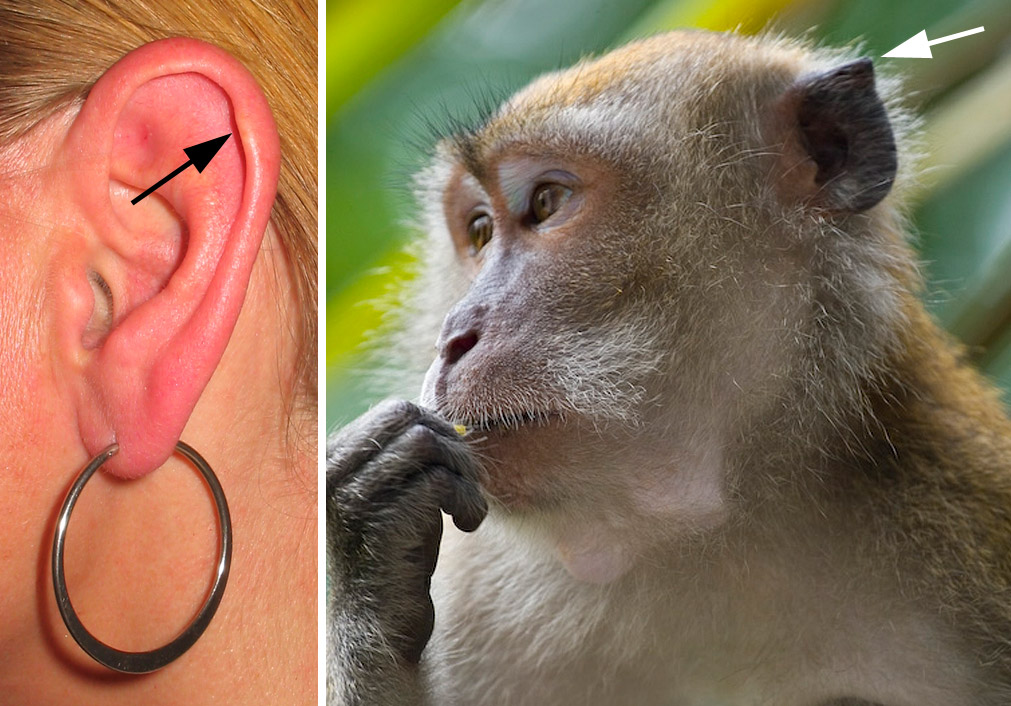
Tubercule de Darwin à gauche chez l'oreille humaine, homologue de la pointe de l'oreille chez le macaque à droite, hérité d'un ancêtre commun.

Très peu, mais certaines personnes peuvent bouger leurs oreilles.

La plupart des mammifères, dont l'être humain, possèdent deux oreilles, une de chaque côté de la tête. Certains animaux, par exemple les canidés ou les équidés, peuvent mouvoir les pavillons de leurs oreilles en direction de la source du son. Chez l'humain les muscles permettant ce type de mouvement se sont atrophiés et sont généralement inutilisables. Les oreilles mobiles servent aussi de moyen de communication visuelle, leur position indiquant l'humeur de l'animal.
Les chauves-souris ont des oreilles très différentes des autres mammifères avec parfois un pavillon et souvent un tragus très développé (qui accentue la stéréophonie et l'écholocation) ; l'oreille interne est extrêmement longue ce qui donne, à cette famille, la possibilité d'entendre un spectre auditif très étendu notamment dans les fréquences aiguës inaudibles pour l'homme. Avoir de grandes oreilles permet à des animaux comme l'éléphant, le fennec ou le lièvre de Californie de réguler leur température par fortes chaleurs.

### Principaux composants
Chez les mammifères, l'oreille reprend plus ou moins l'organisation de l'oreille humaine.
- Oreille externe : pavillon et le conduit auditif externe.
- Oreille moyenne : tympan ; marteau ; enclume ; étrier ; trompe d'Eustache et la mastoïde.
- Oreille interne : cochlée ; vestibule.

#### Oreille externe

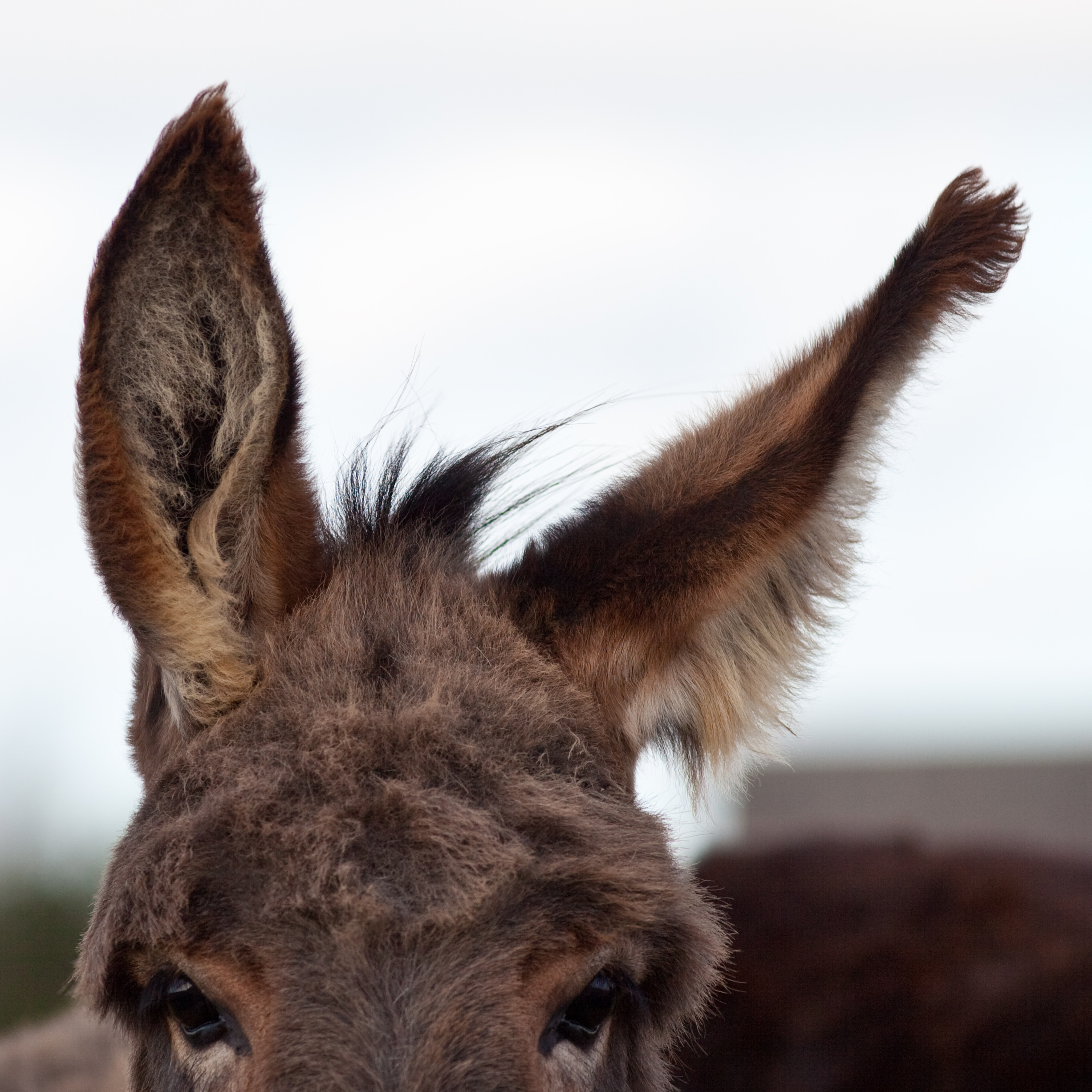
Le pavillon peut être orientable comme chez les Équidés.

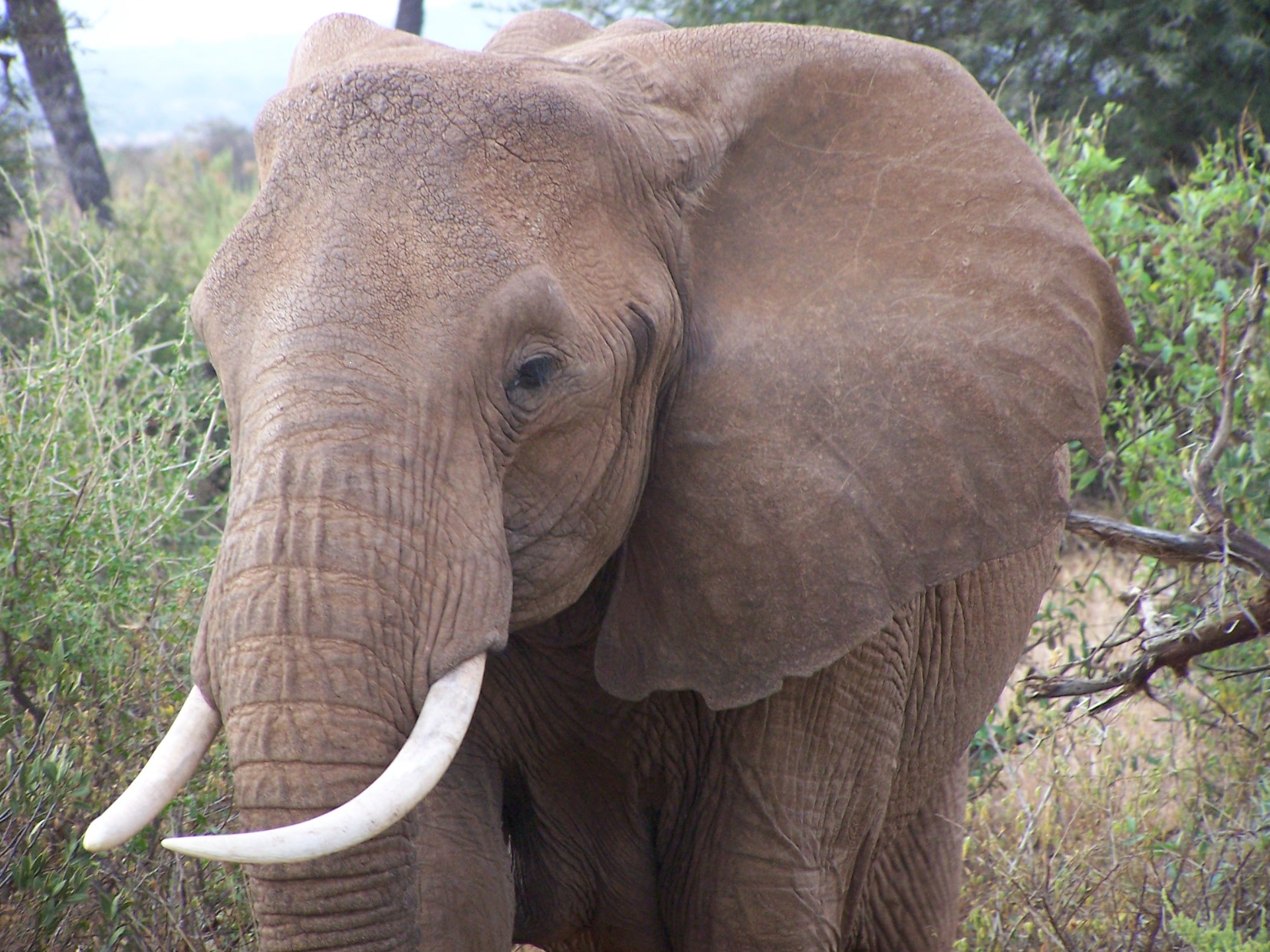
Les oreilles de l'éléphant lui servent en plus de régulateur thermique.

L'oreille externe comprend deux segments : le pavillon et le conduit auditif externe.
Le pavillon est une lame plissée sur elle-même en divers sens, ovalaire à grosse extrémité supérieure en ayant dans son ensemble la forme d'un pavillon de cornet acoustique. Le pavillon possède un squelette fait de cartilage élastique lui permettant de reprendre sa position normale après une déformation. À ce niveau il n'existe pas de tissu cellulaire sous-cutané. La partie inférieure du pavillon est représentée par le lobe de l'oreille dont la partie centrale est adipeuse, peu innervée et richement vascularisée.
Le conduit auditif externe a la forme d'une corne acoustique diminuant de diamètre à mesure que l'on se rapproche vers le fond c'est-à-dire le tympan. Son tiers externe possède un squelette cartilagineux alors que ses deux-tiers internes sont creusés dans l'os temporal. La partie externe est revêtue d'une peau dotée de nombreux pores et de glandes sébacés, ainsi que des glandes sudoripares apocrines (les glandes cérumineuses) qui fabriquent un liquide protéique et glucolipidique, pigmenté et visqueux, le cérumen.

#### Oreille moyenne
L'oreille moyenne comprend le tympan ainsi que les osselets (la « chaîne ossiculaire »), trois très petits os. Ils s'appellent respectivement de dehors en dedans : le marteau, l'enclume, et l'étrier. Ces noms proviennent de leurs formes caractéristiques. Le marteau et l'enclume forment une articulation peu flexible appelée « bloc incudo-maléaire ».
Les sons sont le résultat de vibrations de l'air dans le conduit auditif qui ont pour effet de faire vibrer le tympan. Ces vibrations seront ensuite transmises le long de la chaîne ossiculaire, puis à l'oreille interne via la fenêtre ovale.
La conception qui domine actuellement sur la propagation des vibrations dans l'oreille moyenne est celle de Khana et Tonndorf, élaborée en 1972 : schématiquement, les lignes des zones concentriques d'iso-amplitude de certaines fréquences sont parallèles au manche du marteau, avec, pour la membrane du tympan, des zones de vibration plus amples que pour ce manche.
Puisque l'oreille moyenne est creuse, un environnement de haute pression (comme l'eau) poserait le risque de crever le tympan. Pallier ce risque est la fonction des trompes d'Eustache. Descendantes évolutionnaires des ouïes respiratoires des poissons, ces trompes relient l'oreille moyenne aux fosses nasales afin d'assurer une équipression de part et d'autre du tympan.

#### Oreille interne

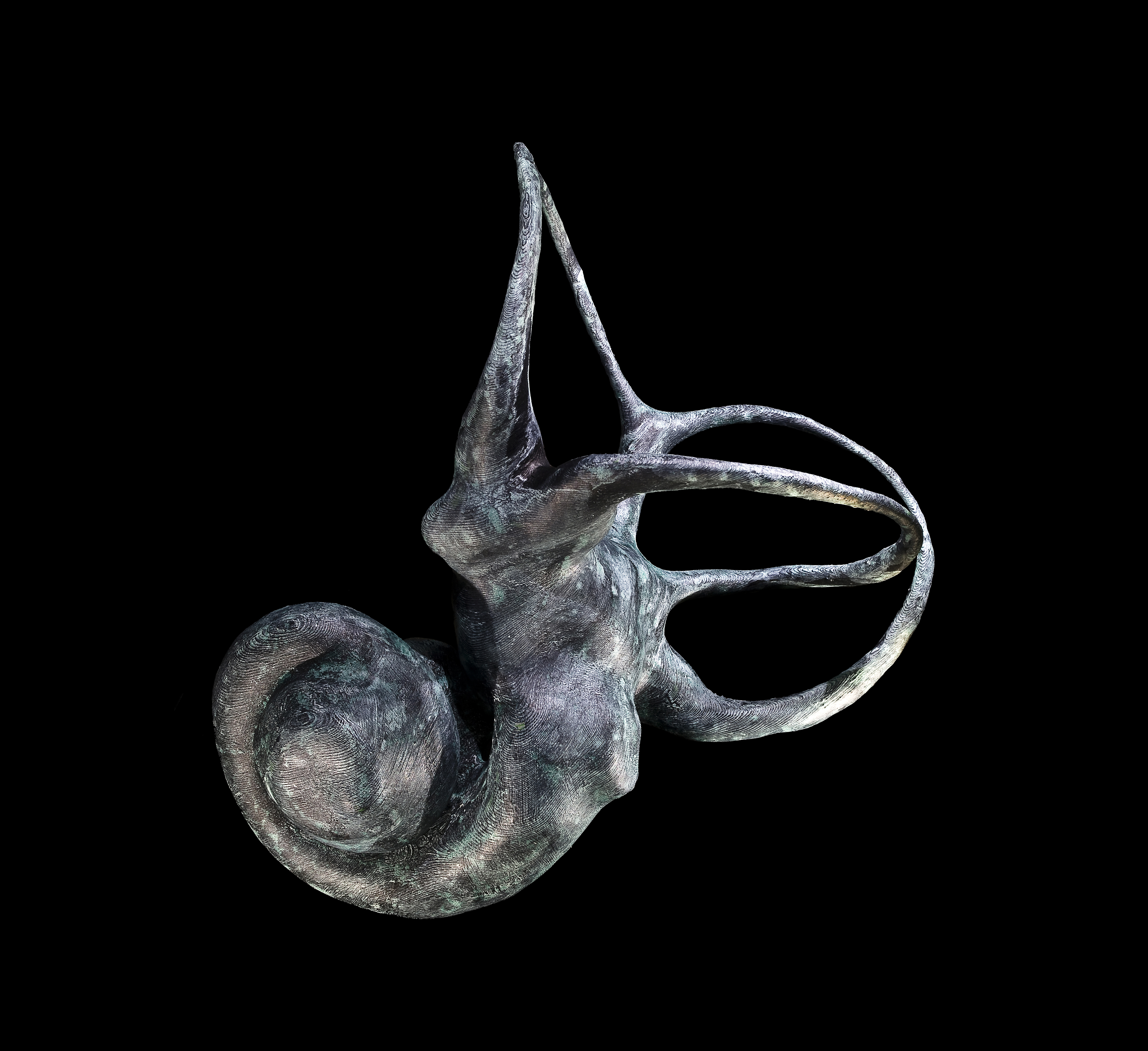
Stéréolithographie de l’oreille interne d’un fossile de babouin (2,8 millions d’année).

L'oreille interne contient non seulement l'organe de l'ouïe, mais aussi le vestibule et les canaux semi-circulaires, organe de l'équilibre, responsable de la perception de la position angulaire de la tête et de son accélération. Les mouvements de l'étrier sont transmis à la cochlée via la fenêtre ovale et le vestibule.
La cochlée est un organe creux rempli d'un liquide appelé endolymphe. Elle est tapissée de cellules ciliées — des cellules sensorielles non renouvelables coiffées de structures filamenteuses, les stéréocils. Ces cellules sont disposées le long d'une membrane (la membrane basilaire) qui vient diviser la cochlée en deux chambres. L'ensemble des cellules ciliées et des membranes qui leur sont adjointes constitue l'organe de Corti. La membrane basilaire et les cellules ciliées qu'elle porte sont mises en mouvement par les vibrations transmises au travers de l'oreille médiane. Le long de la cochlée, chaque cellule répond préférentiellement à une certaine fréquence, pour permettre au cerveau de différencier la hauteur des sons. Ainsi, les cellules ciliées les plus proches de la base de la cochlée (fenêtre ovale, au plus près de l'oreille médiane) répondent préférentiellement aux aigus. Celles situées en son apex (dernier tour de la cochlée) répondent au contraire aux basses fréquences.
Ce sont les cellules ciliées qui font la transduction mécanoélectrique : elles transforment un mouvement de leur cils en signal nerveux par le nerf auditif, qui va être interprété par le cerveau comme un son de la hauteur tonale correspondant au groupe de cellules excitées.
L'appareil vestibulaire postérieur se constitue de trois canaux semicirculaires, disposés orthogonalement dans les trois plans. Ils sont remplis de la même endolymphe que la cochlée. Lorsque l'oreille est soumise à un mouvement, l'inertie de ce liquide rend ce mouvement détectable par des cellules ciliées, tout à fait similaires à celles de la cochlée. La disposition des trois canaux en trois plans orthogonaux permet de détecter la position angulaire de la tête dans toutes les directions possibles.

## Pathologies

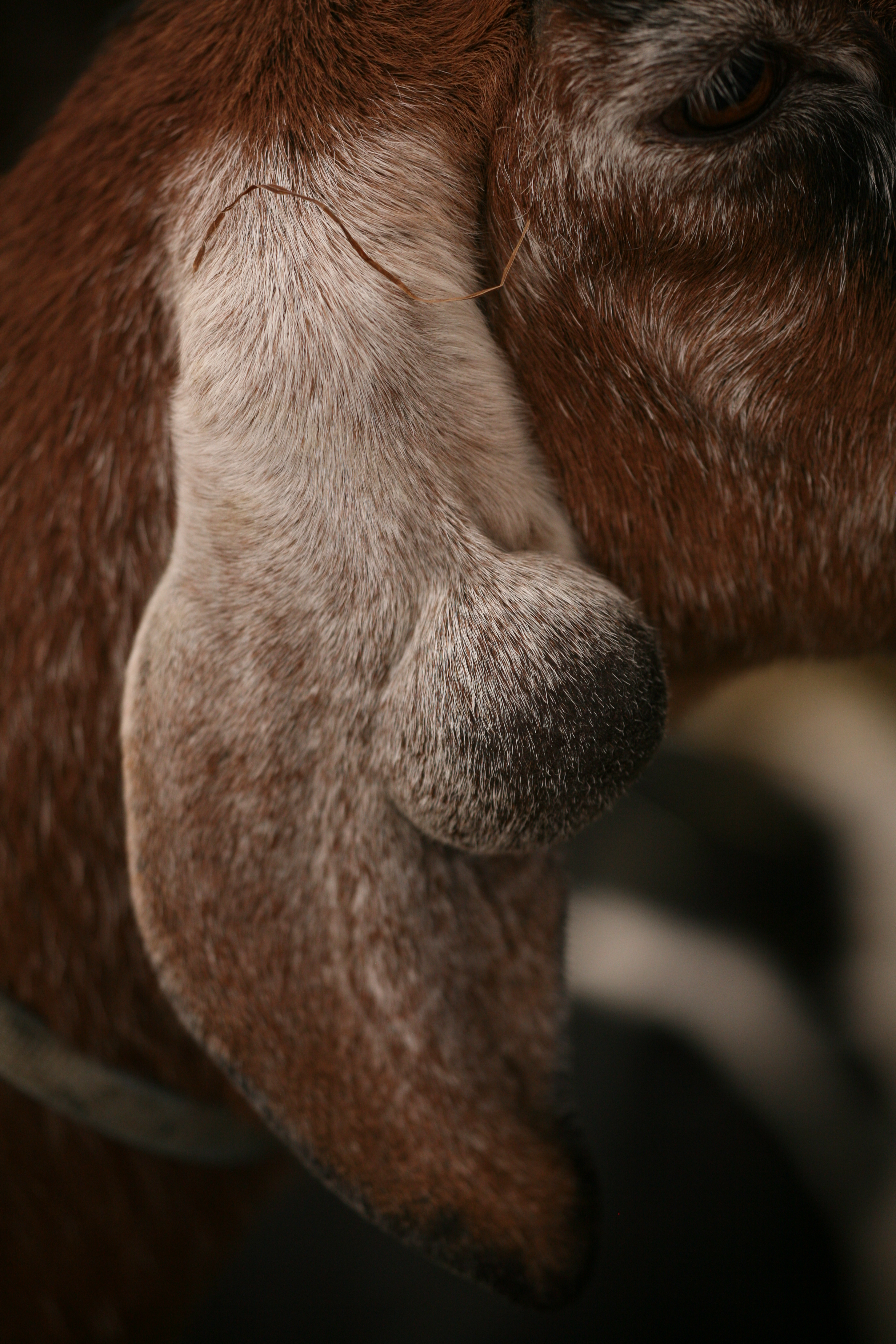
Pavillon d'une oreille de chèvre avec une tumeur.

Cette partie du corps est vulnérable à des lésions et maladies spécifiques ou générales :
- parce qu’elle est très exposée au soleil, elle est souvent touchée par le carcinome épidermoïde, l’une des formes plus fréquentes de cancer de la peau chez les personnes à peau blanche[7] ;
- le perçage du lobe de l'oreille et autres perforations corporelles sont parfois des sources d'infections ou d'autres effets adverses (allergies…) ;
- certains effets sur la santé du tatouage de l'oreille sont également possibles, mais plus rares ;
- des lésions inflammatoires y sont assez fréquentes[6] ;
- des cholestéatomes peuvent s'y développer[6].

## Culture

### Nomenclature
Par analogie avec la forme du pavillon de l'oreille, des noms vernaculaires reprennent ce terme un peu pour tout comme une oreille de lapin, une oreille de souris ou une oreille d'ours. Il est plus précis dans le cas des espèces végétales comme l'oreille cafre, l'oreille d'éléphant, l'oreille de cochon, l'oreille d'âne ou l'oreille végétale.
Le perce-oreille est un insecte qui doit son nom aux mythes qui colportent l'information erronée selon laquelle il pénètrerait dans le conduit auditif et l'endommagerait.
Le peuple amérindien des Pend d'Oreilles doit son nom aux coquillages suspendus à leurs oreilles.
Sa forme a donné leur nom à des plats cuisinés comme les oreilles d'ânes, les oreilles d'Aman, les oreilles de crisse, ou a des outils comme l'oreille de levage ou encore pour des toponymes comme l'Oreille de Denys et Oreille de Gaïa, etc.
L'oreillette ou l'orecchiette signifient « petite oreille ».
Les expressions « oreille en chou-fleur » ou « oreille en feuille de chou » sont utilisées pour désigner certaines déformations des oreilles humaines, tandis que l'expression « bouche à oreille » désigne la communication verbale et la transmission orale et un trompe-oreilles est une phrase dont la consonance prête à confusion, etc. Voir aussi la liste d'idiotismes corporels français.
Par métonymie une « oreille d'or » est officier marinier chargé du sonar.

### Coutumes
La boucle d'oreille est un ornement corporel, fixé le plus souvent sur le lobe de l'oreille externe. Obliger un élève turbulent à porter un bonnet d'âne, imitant les longues oreilles de l'âne, était une humiliation publique autrefois pratiquée traditionnellement comme punition dans les écoles.
Au cours d'une corrida, s'ils ont apprécié la prestation du matador, les spectateurs réclament au président que lui soient accordées une, voire deux oreilles, et même deux oreilles et la queue du taureau de combat.

### Légendes et histoire
Le roi Midas vit ses oreilles transformées par Apollon en oreilles d'âne. Pour cacher sa disgrâce, il se mit à porter un bonnet conique qui dissimulait ses oreilles. Un esclave s'en rendit compte et, ne pouvant garder le silence, l'esclave creusa un trou sur le bord d’une rivière pour se délivrer de son secret en le révélant à la terre seule. Mais, peu après, des roseaux poussèrent ; agités par la brise, ils répétèrent la phrase : « Le roi Midas a des oreilles d’âne ».
Le peintre Vincent van Gogh est connu pour s'être tranché l'oreille gauche avec une lame de rasoir, au cours d'une crise de délire due à une affection mentale ou neurologique, ou peut-être au cours d'une violente dispute avec Gauguin.

### Art
L'Oreille cassée est le sixième album de bande dessinée des Aventures de Tintin. Le logo de la radio-télévision belge RTBF.be a été inspiré par la forme simplifiée d'une oreille humaine de 1960 à 2005.
L'artiste Stelarc, connu pour ses performances d'Art corporel, s'est fait greffer une oreille sur son bras.

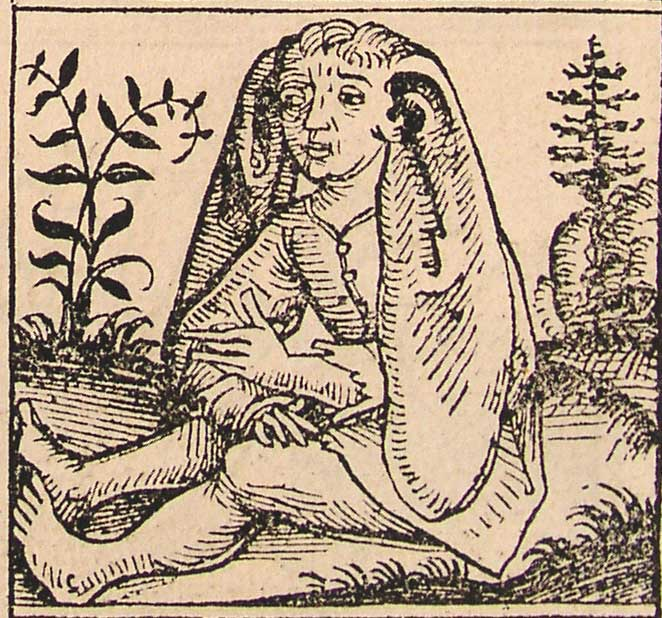
Personnage à longues oreilles.
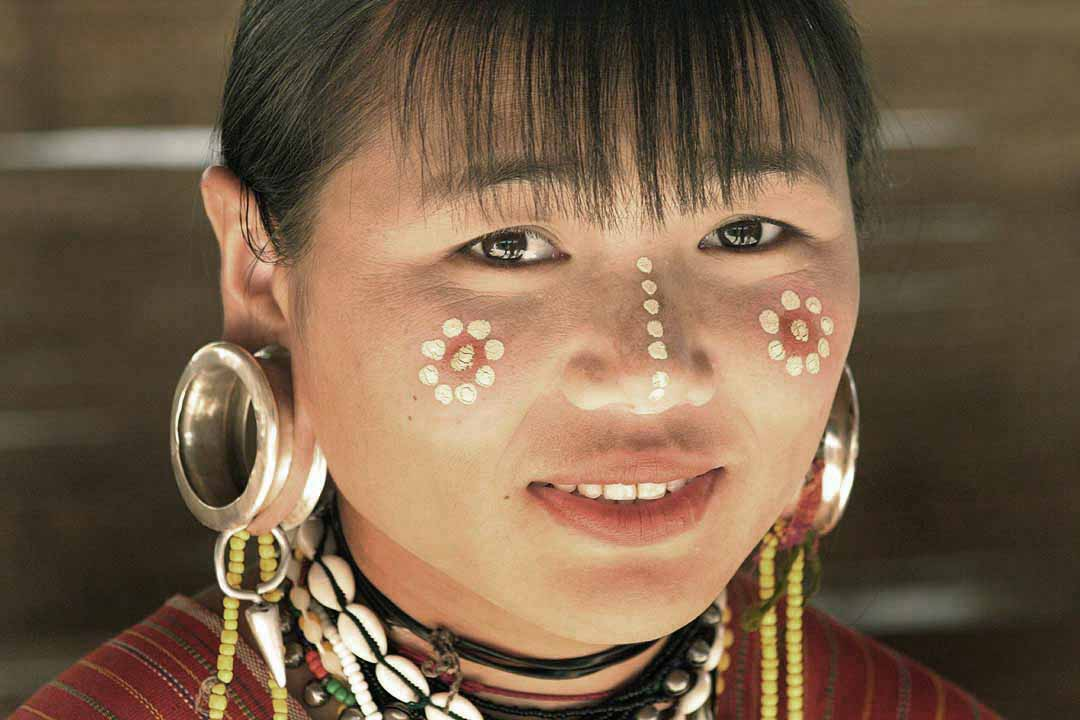
Femme birmane avec des anneaux d'oreilles.
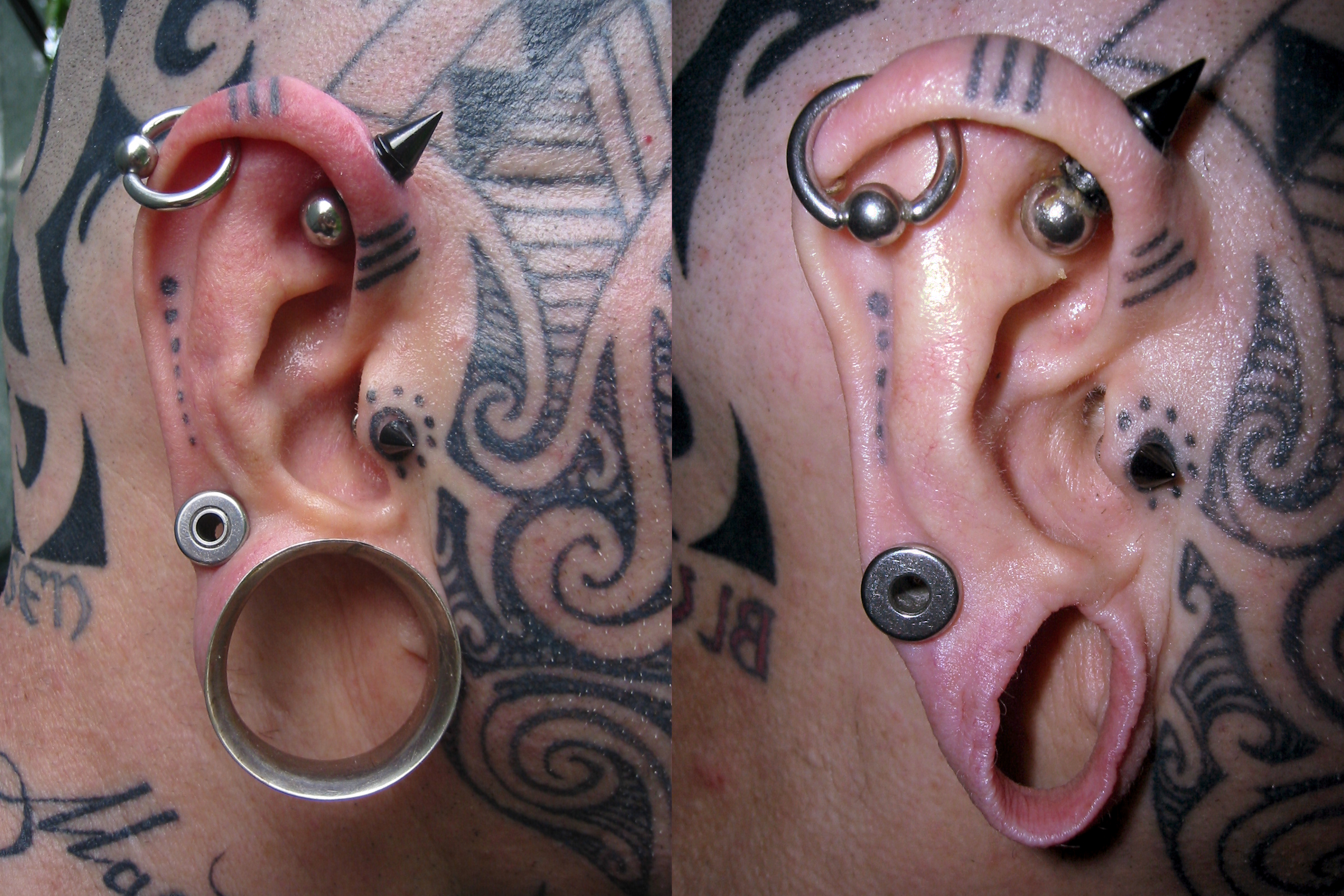
Oreilles modifiées.
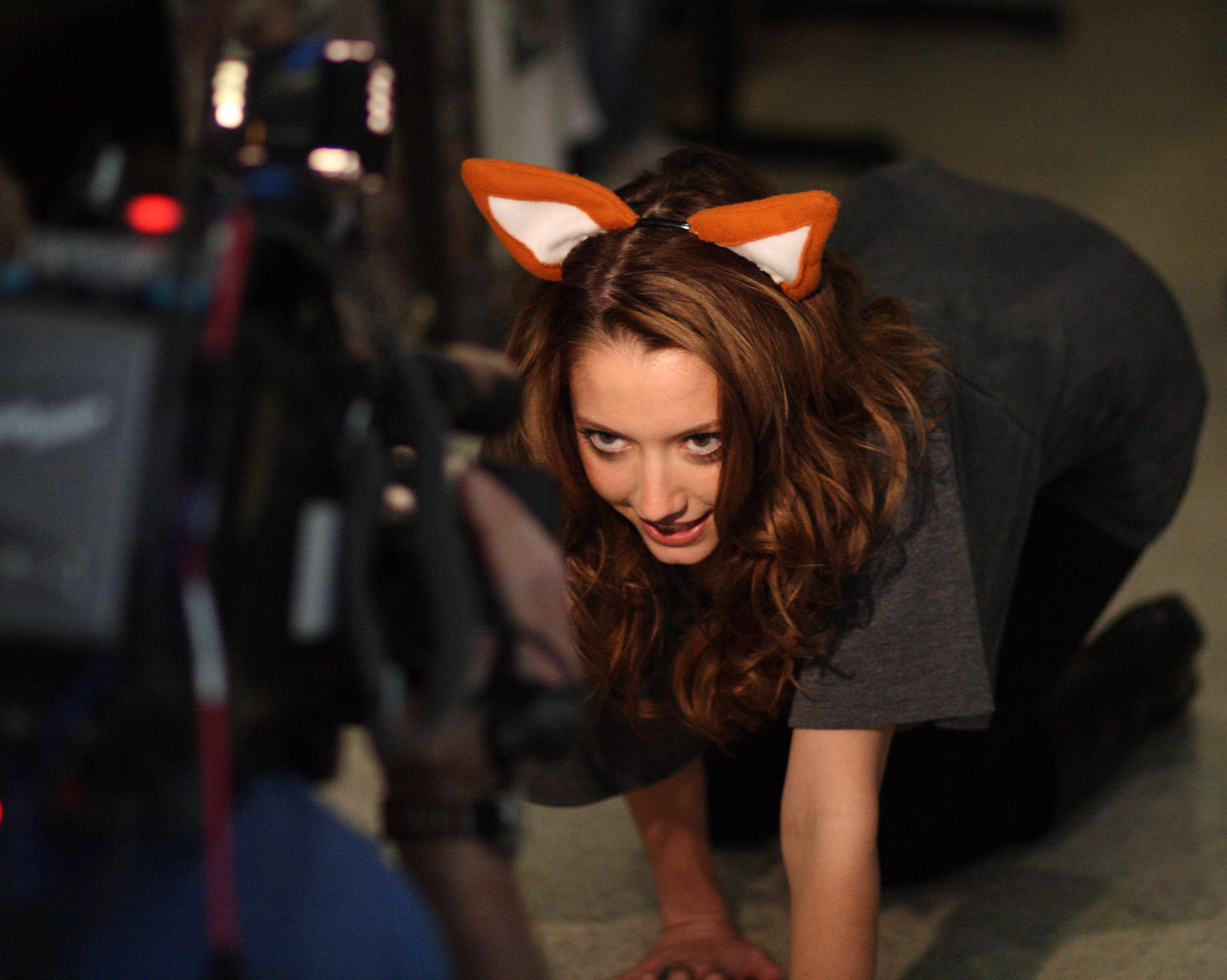
Déguisement.
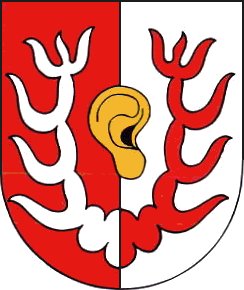
Armoiries de Niederspier.
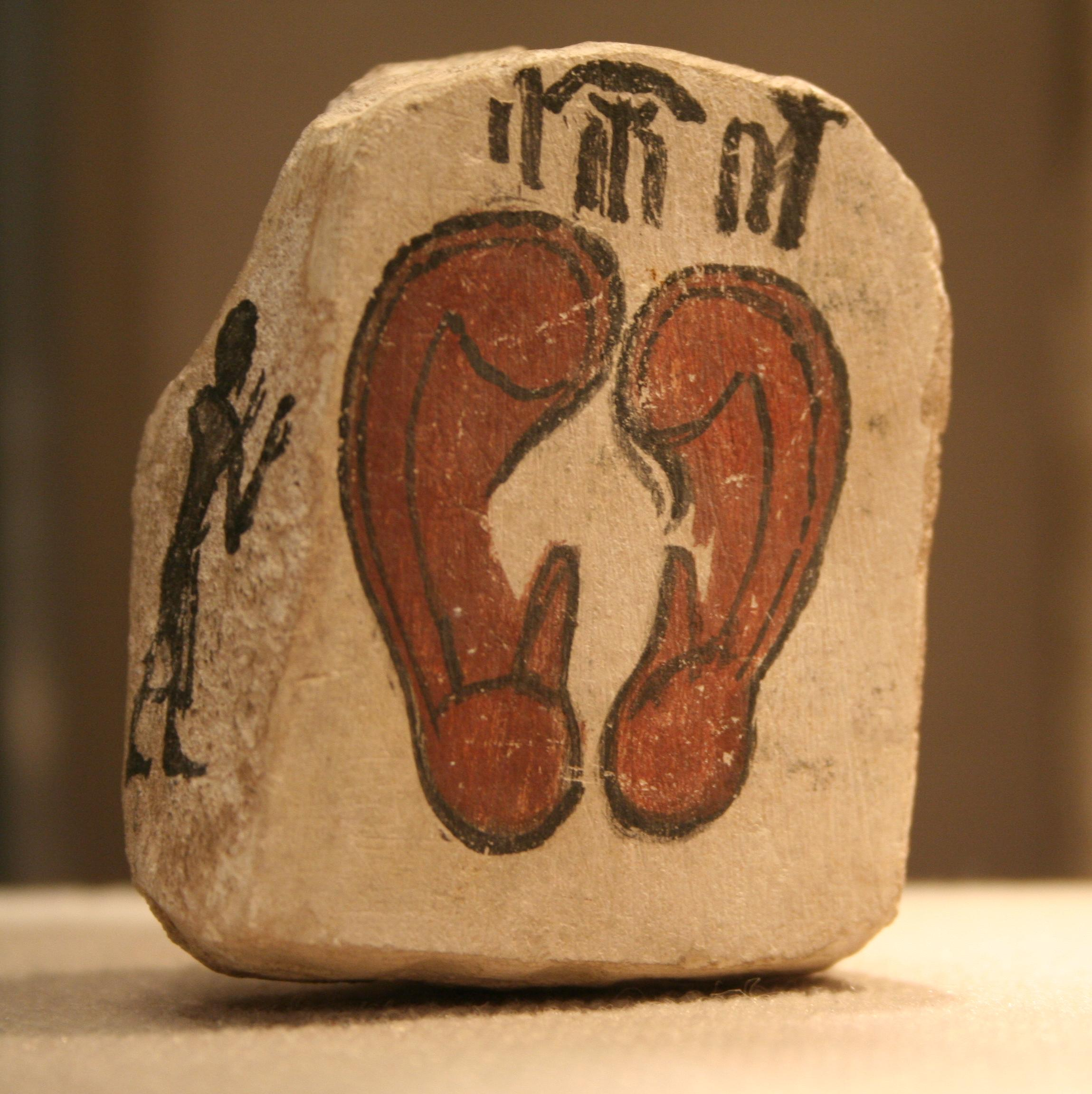
Stèle égyptienne ornée d'oreilles humaines.
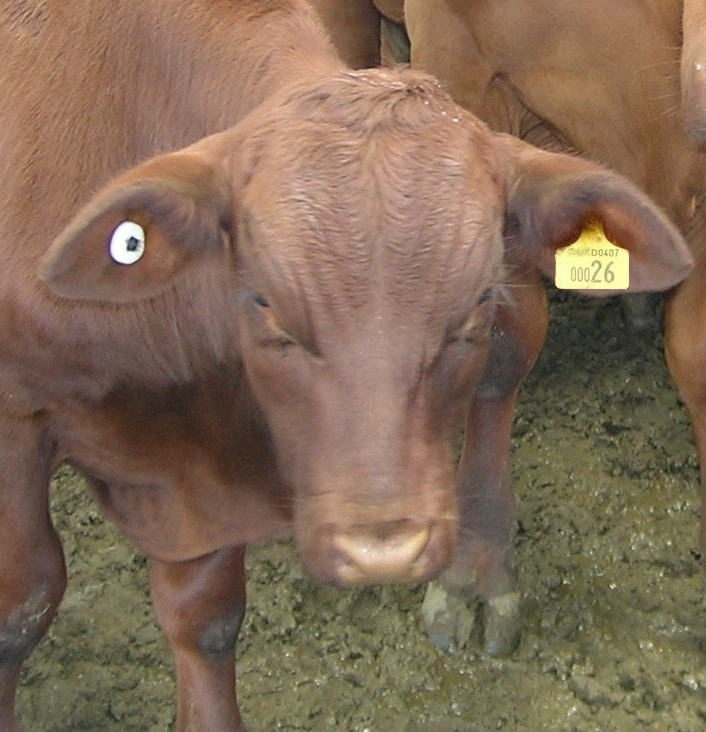
Marquage du bétail.
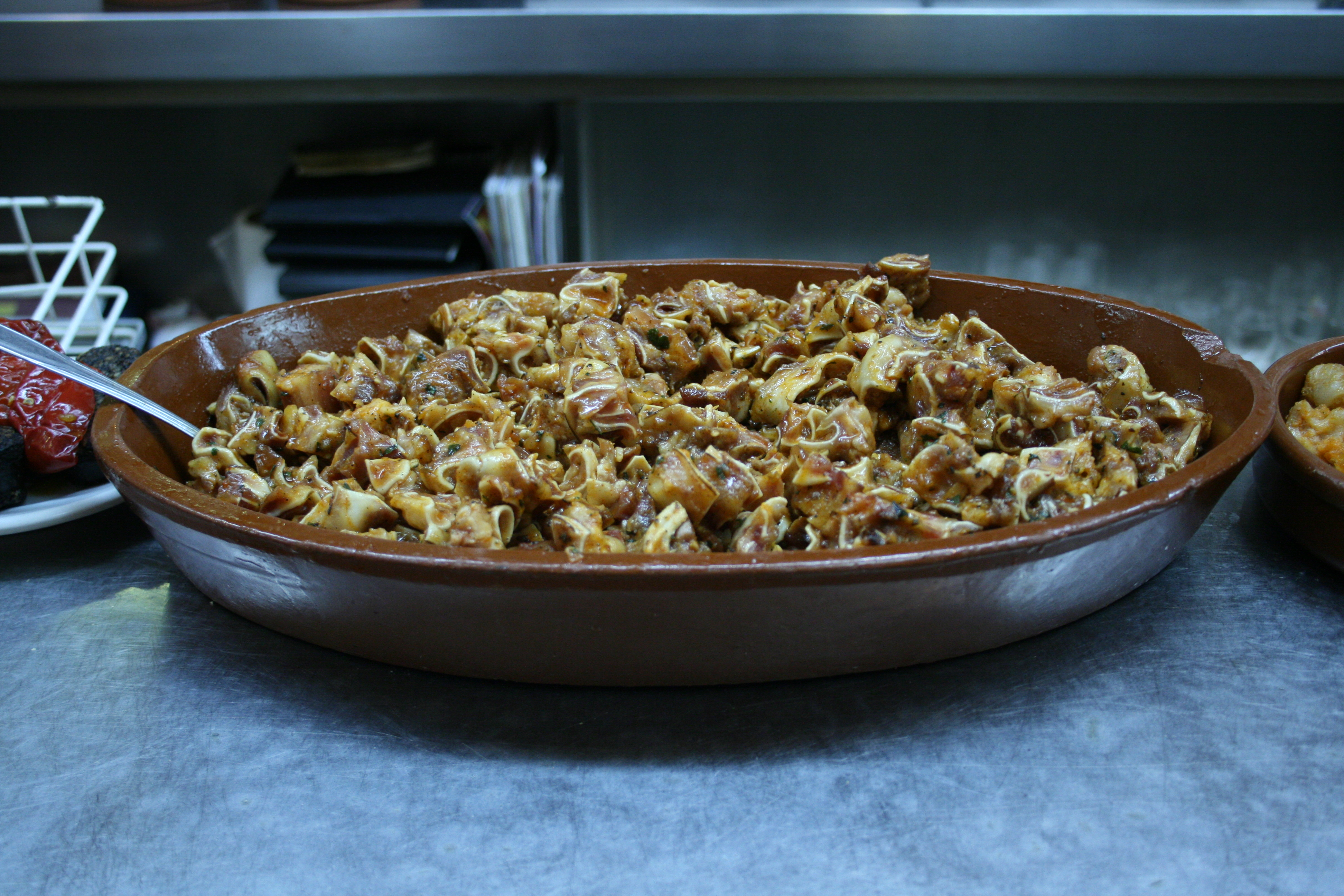
« Oreja de cerdo », plat espagnol à base d'oreille de porc.